# درین‌قلعه
درین قلعه (مام ابراهیم)روستایی است از توابع بخش مرکزی شهرستان ارومیه استان آذربایجان غربی ایرانبا ۱۵۰ خانوار و جمعیتی بالغ بر ۶۵۰ نفر.واقع در جاده اشنویه منطقه دره قاسملو از جنوب به طرف اشنویه و شمال به اورمیه دسترسی دارد و فاصله از شهر اورمیه ۳۰ کیلو متر می‌باشد و تحت حوزه اورمیه می باشد شغل اکثر اهالی روستا کشاورزی می‌باشد و مردم روستا کوچ نشینی به شهر را ندارند دین مردم روستا اسلام و مذهب شافعی می باشد این روستا در تمام فصول سال بعلت خوشی آب و هوا پذیرای گردشگران خارجی و داخلی می باشد عمده محصولات کشاورزی این روستا عبارت است از.سیب گیلاس آلو زردآلو هلو گردو شلیل می باشد و این روستا با جاذبه های گردشگری و توریستی و باغات میوه سرسبز و زیبا در روز های تعطیل پذیرای گردشگران می‌باشد.

## جمعیت
این روستا در دهستان باراندوزچای جنوبی قرار داشته و بر اساس سرشماری سال۱۳۹۵ جمعیّت آن۶۳۵ نفر (147 خانوار)
بوده‌است.